# Paisatge amb flors
Paisatge amb flors (en eslovac: Krajina s kvetmi) és una pintura a l'oli de l'artista eslovac Zoltán Palugyay, de 1930. El quadre va ser pintat a oli sobre tela i mesura 80 x 100 cm. Ara es troba a la Galeria Nacional Eslovaca de Bratislava. Es considera una obra formativa de l'art modern a Eslovàquia i una de les obres més notables de l'artista.

## Anàlisi
Gràcies a les seves estades a Budapest, Cracòvia, Múnic i París, es va familiaritzar amb l'art modern. Zoltan Palugyay va ser influenciat per Edvard Munch i Paul Gauguin i va introduir el simbolisme als seus paisatges. El paisatge amb flors es va convertir en l'arquetip emblemàtic d'una sèrie de pintures als anys trenta, el seu període més productiu. Les formes i els colors es combinen de manera que subratlla el missatge simbòlic de la imatge.